# Municipio de Claremont (Illinois)
El municipio de Claremont (en inglés: Claremont Township) es un municipio ubicado en el condado de Richland en el estado estadounidense de Illinois. En el año 2010 tenía una población de 855 habitantes y una densidad poblacional de 7,48 personas por km².

## Geografía
El municipio de Claremont se encuentra ubicado en las coordenadas 38°42′23″N 87°58′13″O / 38.70639, -87.97028. Según la Oficina del Censo de los Estados Unidos, el municipio tiene una superficie total de 114.27 km², de la cual 114,2 km² corresponden a tierra firme y (0,06 %) 0,06 km² es agua.

## Demografía
Según el censo de 2010, había 855 personas residiendo en el municipio de Claremont. La densidad de población era de 7,48 hab./km². De los 855 habitantes, el municipio de Claremont estaba compuesto por el 99,65 % blancos, el 0,12 % eran afroamericanos, el 0,23 % eran asiáticos. Del total de la población el 1,99 % eran hispanos o latinos de cualquier raza.